# 원피스 (텔레비전 프로그램)
《원피스》(소원을 말해봐, 도전 피싱 스타)는 2013년에 FTV 한국낚시채널에서 방송된 오디션 프로그램이다. 우승자는 FTV 정직원이 되어 FTV 내 다양한 방송에 출연할 수 있게 된다.

## 사전 면접
150명이 참가했으며, 면접을 통해 40명이 선발되었다.

## 1차 예선
40명이 참가해야 했으나, 일부는 결시한 것으로 보이며, 12명이 다음 라운드로 진출했다.
| 이름   | 나이 | 결과 |
| ------ | ---- | ---- |
| 홍종윤 | 29   | 합격 |
| 최현수 | 27   |      |
| 김병구 | 36   |      |
| 하재민 | 31   | 합격 |
| 최순호 | 33   |      |
| 이성   | 35   | 합격 |
| 김기태 | 31   |      |
| 강현   | 26   |      |
| 윤영웅 | 24   | 합격 |
| 김용현 | 24   |      |
| 이종찬 | 30   | 합격 |
| 박공수 | 30   |      |
| 강호형 | 24   |      |
| 정영희 | 34   |      |
| 김기덕 | 29   |      |
| 조성만 | 31   | 합격 |
| 박준   | 31   |      |
| 송세환 | 31   |      |
| 권태읍 | 27   | 합격 |
| 이주호 | 32   | 합격 |
| 정택수 |      |      |
| 김원규 | 28   |      |
| 이재수 | 39   |      |
| 박재성 | 33   | 합격 |
| 우인식 | 27   | 합격 |
| 홍현영 | 37   |      |
| 김경연 | 25   |      |
| 안관식 | 27   | 합격 |
| 윤현철 | 33   |      |
| 정태경 | 31   | 합격 |
| 고기룡 | 34   |      |

## 2차 테스트
인천 인산저수지에서 진행되었으며, 12명의 참가자들은 세 개의 조로 나뉘었다. 각 조에게 주어진 낚싯대 한대로 1시간 안에 조과 낚기와 민물 바다 루어낚시 기본기 테스트를 통해 최종 3인을 선정했다.
| 조  | 이름                           |
| --- | ------------------------------ |
| A조 | 윤영웅, 이주호, 조성만, 안관식 |
| B조 | 우인식, 하재민, 박재성, 정태경 |
| C조 | 홍종윤, 이종찬, 권태읍, 이성   |

하재민, 우인식, 이주호가 결승에 진출했다.

## 최종 미션
각자 뽑은 CD에 담긴 분야별 FTV 프로그램을 참고해 프로그램 진행자가 되어 3분 영상을 제작하는 미션이었다. 하재민은 루어낚시, 우인식은 민물낚시, 이주호는 바다낚시 프로그램 CD를 뽑아서 미션을 진행했다. 하재민이 최종 우승자가 되었다.